# Stella (tiền xu Hoa Kỳ)
Đồng vàng bốn đô la Hoa Kỳ (còn có tên gọi chính thức là Stella; tiếng Latinh của từ ngôi sao) là một đồng xu mang mệnh giá bốn đô la Hoa Kỳ. Đồng vàng Stella là đồng tiền ít được biết đến nhất, nhưng nó lại là đồng tiền được "tôn sùng" nhất trong giới sưu tập, bao gồm các nhà hóa tệ học thiên về lịch sử (numismatic historian) và cả những người sưu tập nghiệp dư (hobbyist).
Mục đích ban đầu của việc phát hành loại đồng xu loại này là biến chúng thành một loại tiền xu có thể trao đổi với mọi ngoại tệ trên thế giới. Có đến hai thiết kế mặt chính của đồng xu được phát hành và cho đúc: Nữ thần Tự Do với mái tóc bay do Charles E. Barber thiết kế và Nữ thần Tự Do với mái tóc bện do George T. Morgan thiết kế. Trong hai thiết kế này, thiết kế tóc bay phổ biến hơn. Mặc dù đồng xu được thiết kế với vị thế là một pattern coin (tạm dịch: đồng xu mẫu), và chưa bao giờ được đúc cho lưu thông chung, nhiều danh mục vẫn liệt kê đồng xu này như tiền lưu hành.

## Đề xuất mệnh giá
Trong suốt giai đoạn từ thập niên 60 đến 80 của thế kỷ XIX, nhiều đề xuất về một loại tiền xu mới nhằm tạo thuận lợi khi giao thương với châu Âu. Tình hình thực tế là các đồng vàng quarter eagle 2,5 đô la thì có giá trị quá nhỏ, trong khi đồng half eagle 5 đô la thì có giá trị quá lớn so với các đồng vàng được ưa dùng trong giao thương quốc tế. Đây cũng là lý do thiết lập nên mệnh giá 4 đô la của đồng vàng. Năm 1879, thành viên Quốc hội Hoa Kỳ đề xuất thành lập mệnh giá 4 đô la, với mục tiêu cạnh tranh với các đồng xu ngoại tệ có giá trị tương đồng khác (20 lire Ý, 20 pesetas Tây Ban Nha, 20 franc Pháp và 8 florin Hà Lan, Áo). Một vấn đề xuất hiện là đồng 20 francs Pháp chỉ có giá trị 3,86 đô la; tuy vậy, đề xuất về thiết kế mẫu đồng tiền 4 đô la đã được Quốc hội Hoa Kỳ thông qua.
Stella là một đồng tiền mẫu được cho phát hành nhằm thử đề xuất khả năng gia nhập Liên minh Tiền tệ Latinh (LMU); những đồng xu mẫu này được đúc vào hai năm 1879 và 1880, chịu áp lực và sự thúc đẩy của John A. Kasson, cựu chủ tịch của Ủy ban Hạ viện Hoa Kỳ về Tiền đúc, Trọng lượng và Đo lường. Trong quá trình ông này ở Áo trong tư cách Đại sứ Hoa Kỳ, ông cho rằng việc có một đồng tiền có thể dễ dàng đổi lấy đồng vàng có giá trị tương đương tại Pháp, Đức và một số nước châu Âu khác sẽ được sử dụng bởi các du khách nước ngoài. Ngoài Kasson, một người được cho là có công trong ý tưởng thúc đẩy đồng tiền stella là William Wheeler Hubbell.

## Thiết kế và định lượng
Đã có nhiều đồng xu mẫu Stella được đúc bằng nhiều kim loại khác nhau: vàng, nhôm, đồng và kim loại trắng. Riêng đồng stella bằng vàng có trọng lượng 7 gram, đường kính 22 mm, có thành phần 85% vàng. Sách Gold Coins of the Americas with values cho rằng trọng lượng của đồng vàng này là 6,6872 gram. Sách này cũng cho rằng đồng tiền này dựa trên kết quả thử nghiệm kim loại mang tên Goloid.
Do có sự cạnh tranh gay gắt từ khía hai nhà thiết kế tiền xu ở Cục Đúc tiền, hai thiết kế mặt chính khác nhau đã được cho tiến hành đúc: Nữ thần Tự Do tóc bay (Charles E. Barber) và Nữ thần Tự do Tóc bện (George T. Morgan). Thiết kế tóc bện được mô tả là "tân thời" hơn vào thời điểm phát hành tiền xu. Về ý nghĩa sâu xa hơn của hai kiểu tóc, vào thời điểm đồng xu ra mắt, mái tóc xõa bay là biểu tượng cho một người phụ nữ chưa lập gia đình; trong khi mái tóc bện gọn lại là biểu tượng cho một người phụ nữ đã kết hôn. Cả hai thiết kế đồng Stella có dòng chữ giống nhau (thể hiện thành phần đồng xu theo hệ mét): "★ 6 ★ G ★ .3 ★ S ★ .7 ★ C ★ 7 ★ G ★ R ★ A ★ M ★ S ★" (ký tự ngôi sao năm cánh " ★ " được sử dụng). Nội dung dòng chữ này là để công bố hàm lượng kim loại của đồng xu. Do dòng ký tự này rất khó hiểu và được đánh giá là lộn xộn, nhưng đều có mặt ở hai phiên bản, nên nó được xem là gợi ý từ một trong những quan chức cấp cao hơn đã tác động đến cả hai nhà thiết kế tiền xu. Ở mặt chính này, hình tượng Nữ thần đều được khắc họa với hình ảnh quay mặt về hướng trái.
Ngôi sao được đặt ở mặt sau đồng xu, phía trong có dòng chữ ONE STELLA và 400 CENTS, trong khi ở phía viền ngoài của mặt sau đồng xu có khắc dòng chữ UNITED STATES OF AMERICA và FOUR DOL. Cũng ở mặt sau đồng xu, các câu khẩu hiệu E PLURIBUS UNUM (tiếng Anh: Out of many, one, tiếng Việt: Nhiều người trở thành một.) và DEO EST GLORIA (tiếng Anh: Glory to God alone, tạm dịch: vinh quang duy nhất dành cho Chúa Trời) được cho khắc xung quanh ngôi sao.
Đồng xu và ý tưởng một đồng xu dùng trong giao thương quốc tế Quốc hội Hoa Kỳ bác bỏ, nhưng không phải trước khi hàng trăm đồng xu mẫu được đúc.

## Sản lượng đúc
Đồng xu phổ biến trong giới sưu tập tiền xu vào thời điểm ấn hành; tuy vậy các nhà sưu tập đã phải hỏi dân biểu đại diện cho mình về mẫu vật đồng xu và nhiều lần đúc tái tục (restrike) đã đúc nhiều mẫu tiền cho các dân biểu Hoa Kỳ và bạn bè của Cục Đúc tiền. Theo Sách Đỏ Tiền xu Hoa Kỳ, các đồng xu được đúc năm 1880 được đúc một cách bí mật và dùng để bán cho giới sưu tập. Quyển sách này cũng cho biết tổng sản lượng đúc là không rõ. Theo ấn bản thứ 69 đề bìa năm 2016 và phát hành năm 2015, tổng sản lượng đúc dựa trên các đồng xu đã được biết đến theo năm như sau: niên đại 1879: hơn 425 đồng Tóc bay và 12 đồng Tóc bện; niên đại 1880: 17 đồng Tóc bay và 8 đồng Tóc bện. Phiên bản Sách Đỏ phát hành năm 2021, số liệu không có gì thay đổi.
Chỉ có hơn 425 đồng xu Stella Tóc bay mang niên đại 1879 được đúc và gần như rất có thể chỉ có 15 trong số chúng được đúc vào năm này, trong khi phần còn lại thực sự được đúc vào năm 1880. Tất cả những đồng stella mang niên đại 1880 rất hiếm; có 25 đồng tiền mang niên đại này đã được xác thực. Năm 1977, một bài báo từ báo New York Times cho biết có 415 đồng xu Tóc bay được đúc cho các dân biểu, mang niên đại năm 1879 và 15 đồng xu mang niên đại 1880. Đồng xu Tóc bện chỉ có tổng số 10 đồng được đúc trong hai năm đó. Theo bản tin của COINage vào năm 2019, ngoài 425 đồng xu mẫu Tóc bay mang niên đại 1879, trong năm này còn đúc 20 đồng xu mẫu Tóc bện. Trong năm 1880, có đúc 20 đồng xu mẫu Tóc bay và 20 đồng xu mẫu Tóc bện. Các đồng xu này được cho là được ưu ái dành cho những người bán tiền xu và sưu tập tiền xu có mối quan hệ. Chủ nhà đấu giá Heritage Auctions nhận định rằng có thể còn một số đồng vàng stella chưa được khám phá cũng như điều kiện đúc chúng vẫn chưa được tỏ tường làm cho đồng stella trở nên cực hiếm đối với giới sưu tập tiền xu. Tổng số đồng xu Stella được đúc, kể cả các lần đúc tái tục (restrike), theo một số chuyên gia mà điển hình là Q. David Bowers, vào khoảng 700 đồng vàng.
Theo một bài báo năm 2022, một đồng tiền vàng Stella có thể có giá trị từ 100.000 đến 3.000.000 đô la Mỹ. Trang tham khảo giá trị tiền xu của PCGS cho biết giá trị của một đồng 4 đô la tại thời điểm tháng 8 năm 2022 giao động trong khoảng 92.500 đến 2.750.000 đô la Mỹ.

## Quintuple Stella

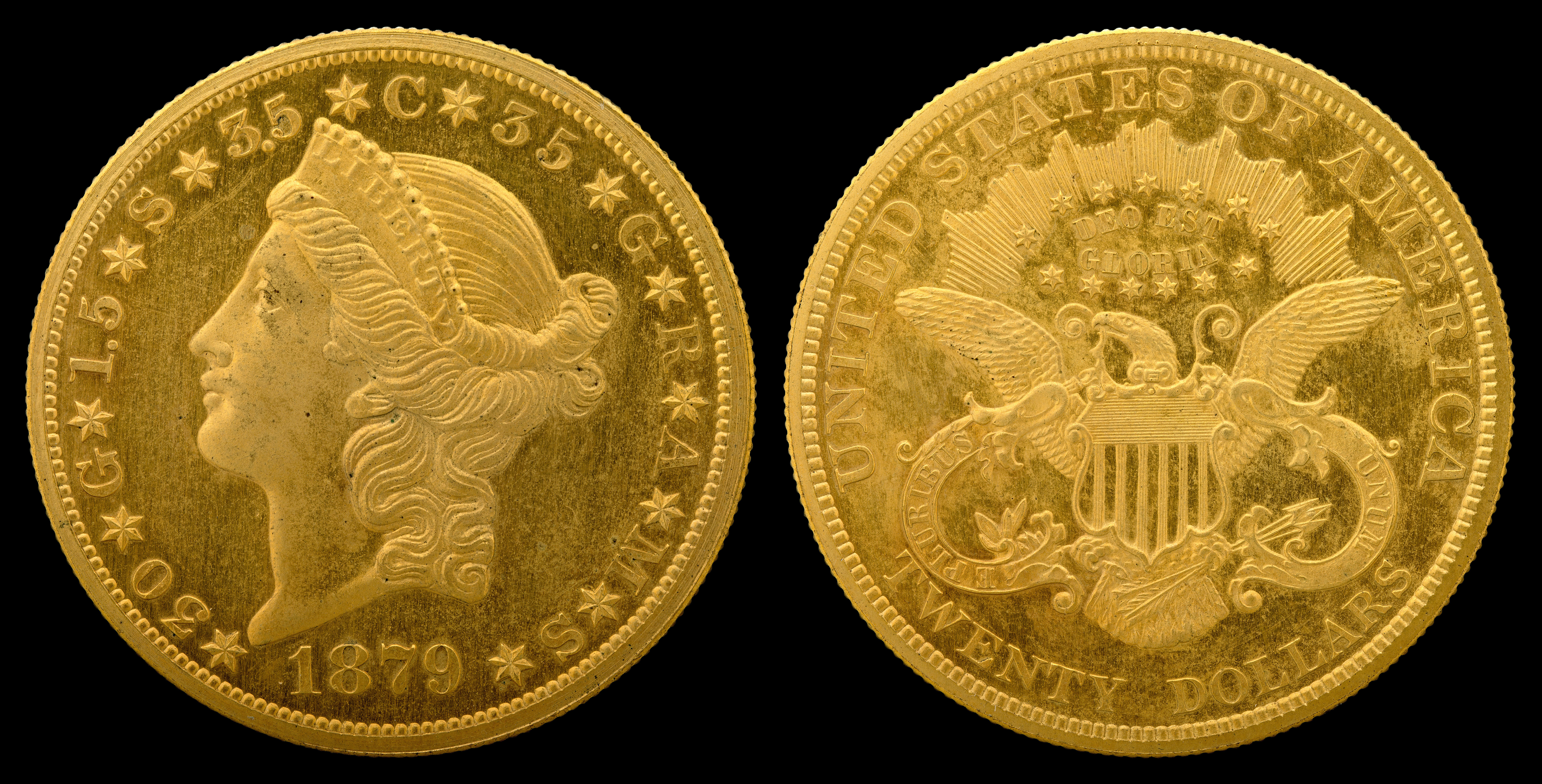
1879 Quintuple Stella Pattern

Năm đồng xu Quintuple Stella (tạm dịch là stella ngũ bội) mang mệnh giá 20 đô la cũng được xuất xưởng. Do chỉ có năm đồng xu được biết đến và một trong số chúng được lưu trữ vĩnh viễn tại Viện Smithsonian (Bộ Sưu Tập Hóa tệ học Quốc Gia), nên chúng cực kỳ quý hiếm. Một đồng xu mẫu này (được đặt tên là Brand-Carter-Simpson) đã đạt giá trị đấu giá 1,9 triệu đô la Mỹ vào tháng 5 năm 2016.
Những đồng xu này được thiết kế dựa trên thiết kế gốc từ đồng xu 20 đô la Liberty Head (tạm dịch:Chân dung Nữ thần Tự Do) đang lưu hành tại thời điểm đó. Ở mặt sau đồng xu Quintuple Stella, khẩu hiệu DEO EST GLORIA thay thế câu khẩu hiệu gốc IN GOD WE TRUST trong thiết kế Liberty Head. Trên mặt chính đồng stella 20 đô la này, dòng chữ "★ 30 ★ G ★ 1,5 ★ S ★ 3,5 ★ C ★ 35 ★ G ★ R ★ A ★ M ★ S ★ " đã thay thế các ngôi sao trong thiết kế Liberty Head.